# Lodovico Agostino Marazzani Visconti
Lodovico Agostino, conde Marazzani Visconti (13 de septiembre de 1853 - 17 de diciembre de 1914) fue un escultor y pintor italiano radicado en el Perú, sus obras se centran en sucesos de la historiografía peruana, centrándose en la Guerra del Pacífico.

## Trayectoria
Nació en Piacenza en 1853, de noble familia, hijo del conde Antonio Camillo (1815-1896) y de Camilla, hija del marqués Agostino Pinelli Gentile di Tagliolo, Génova.
Estudia arte en Florencia, posiblemente influenciado por su tío el coronel conde deputato Lodovico Marazzani Visconti Terzi, y por  amistad con el escultor siciliano Michele Auteri Pomar, quien vivía en el exilio en Florencia donde el Auteri estudiaba. Después de vivir en Florencia, se trasladó por algún tiempo a París, donde residió y realizó trabajos.
En 1892 fue escogido por los jueces de Turín para participar en el concurso de segundo grado, para realizar el monumento al príncipe Amedeo Di Savoia. Aun cuando Marazzani no ganó el concurso, su trabajo fue muy admirado por la gran calidad del caballo. El boceto que presentó Marazzani fue adquirido por el príncipe Amedeo y hoy en día es parte de la colección de bronces ecuestres que se exhiben en el Palacio Lascaris de Turín bajo el título de: "il Monumento da Camera, I bronzetti della Collezione Sperati a cura di María Luisa Moncassoli Tibone".
El 5 de noviembre del mismo año, se inauguraba en Turín la muestra de los bronces. Al año siguiente año participó de la Bienal de Bellas Artes en Turín presentando tres grupos ecuestres en yeso que debieron ser inmediatamente fundidos en bronce. Marazzani, en uno de los grupos, reproduce un caballo en cuya cuerda amarrada del hocico se aferra fuertemente un bulldog, mientras otro perro, que intentaba saltarle a las patas, es pateado violentamente por el caballo. De los otros dos trabajos expuestos por el conde Marazzani, uno representaba una caballeriza dentro de la cual corre un perro, y el otro a un caballo y dos perros. Uno de estos grupos presentado en la Bienal de Turin bajo el título de "Rattrape" -Aferrado-, fue fundido en bronce para el rey Humberto I de Italia quien lo adquirió por la suma de 700 liras italianas. Siempre en 1893, la Academia de Bellas Artes de Bolonia, presidida por Enrico Panzacchi, confiere al conde Agostino Marazzani Visconti un diploma académico por su calidad escultórica.
Muchas de las piezas del conde Marazzani se encuentran ahora en colecciones privadas tanto en Italia como en el Perú. En mayo del 2000, las Galerías Sladmore de Londres, en una muestra dedicada exclusivamente a esculturas ecuestres "The Equestrian Show", presentó, entre otras, una pieza fundida en bronce.

## Obra en Perú
En 1886, después de la muerte del padre, Marazzani iniciará su viaje al Perú, ya en 1887 hay documentación que así lo acreditan, y se establecería en el puerto del Callao con un negocio de pintura y escultura y dando inicio a una de las primeras fundiciones de bronce del país.
Marazzani llega al Perú posiblemente con la idea de una estadía temporal, pero debe haberle ido muy bien al punto de que decidió establecerse definitivamente allí. Nunca se ha podido saber la verdadera causa que motivó el viaje a Perú, pero siempre se dijo, en círculos de la familia, que fue por sugerencia del conde Giuseppe Giacometti, primo de Marazzani, quien había formado una familia en Lima, casado en 1886 con Victoria Soyer Morote, quien tenía un hijo.
Agostino formará también una nueva familia en Lima con Isolina Mindreau Guerra con quien tiene seis hijos: María (1900), Yolanda (1902), Emilio (1904), Olga Isolina (1907), Dora Graciela (1912) y Agustín (1915) hijo póstumo. En Lima, donde existía una comunidad italiana numerosa y muy importante, el conde Agostino debe de haber sido recibido a su justa consideración de noble y prestigioso artista; para 1900 resulta nombrado presidente de la sociedad Giuseppe Verdi, posteriormente será admitido como socio honorario de la Compañía Italiana de Bomberos Roma del Callao. Ya desde octubre de 1897 era socio del Jockey Club de Lima y en diciembre de 1898 es nombrado, por el propio presidente del Club Señor Augusto B. Leguia, Juez de Partidas para las carreras a efectuarse en la temporada del siguiente año.
En julio de 1900 llega a Lima la noticia del asesinato de Humberto I, rey de Italia, y los italianos residentes se movilizaron para rendir homenaje a la memoria del rey muerto. El conde Agostino es comisionado para erigir el catafalco que simbolizaría el féretro de Humberto I, el cual se coloca en la Iglesia de Nuestra Señora de las Mercedes para la ceremonia. La obra tenía cerca de seis metros de altura y estaba conformada por tres cubos sobrepuestos imitando al porfido. Al centro, del lado vuelto al público, el escudo italiano con la leyenda: A HUMBERTO I, REY DE ITALIA: PAZ, sobre el escudo la espada y la corona descansando sobre un cojín de terciopelo rojo con franjas doradas; a un costado los escudos de Turin y Roma. Coronando el catafalco, un féretro construido imitando al mármol negro sostenido por dos águilas doradas con la cruz blanca de la casa de Saboya sobre el pecho, sobre el féretro la coronal real reposando sobre un cojín de terciopelo rojo y alrededor del catafalco se ubicaron trofeos fúnebres, candelabros y velas de gran tamaño, ornadas con cintas de crespón negro.
Para 1901 Marazzani realiza y funde en bronce, el monumento al general Don José de San Martín que se inaugura el 27 de julio de 1901 en la Plaza Matriz del Callao, luego, después de 44 años se trasladaría el monumento a la intersección de la Avda. Miguel Grau la antigua Buenos Aires, esquina con las calles de Marco Polo y Alberto Secada. La figura mide ocho metros y medio de altura, mostrando al libertador en actitud hacia el pueblo y con la bandera nacional oprimida contra su pecho, como si estuviera pronunciando las históricas palabras que sellaron la independencia del Perú, las cuales están grabadas en un escudo de bronce que adorna el pedestal. Posteriormente se le solicita otro monumento, esta vez para inmortalizar a un personaje público muy querido de los peruanos, el pintor Ignacio Merino, artista activo durante la primera mitad del 800. Esta obra es solicitada por comisión de sus conciudadanos. Marazzani realizara un trabajo magistral, colocando al pintor en el acto de "Pintar", con pincel y paleta en mano, barba larga, boina y delantal de trabajo, parado frente al caballete. Esta obra gustó mucho y siempre fue considerada mejor que la de José de San Martín

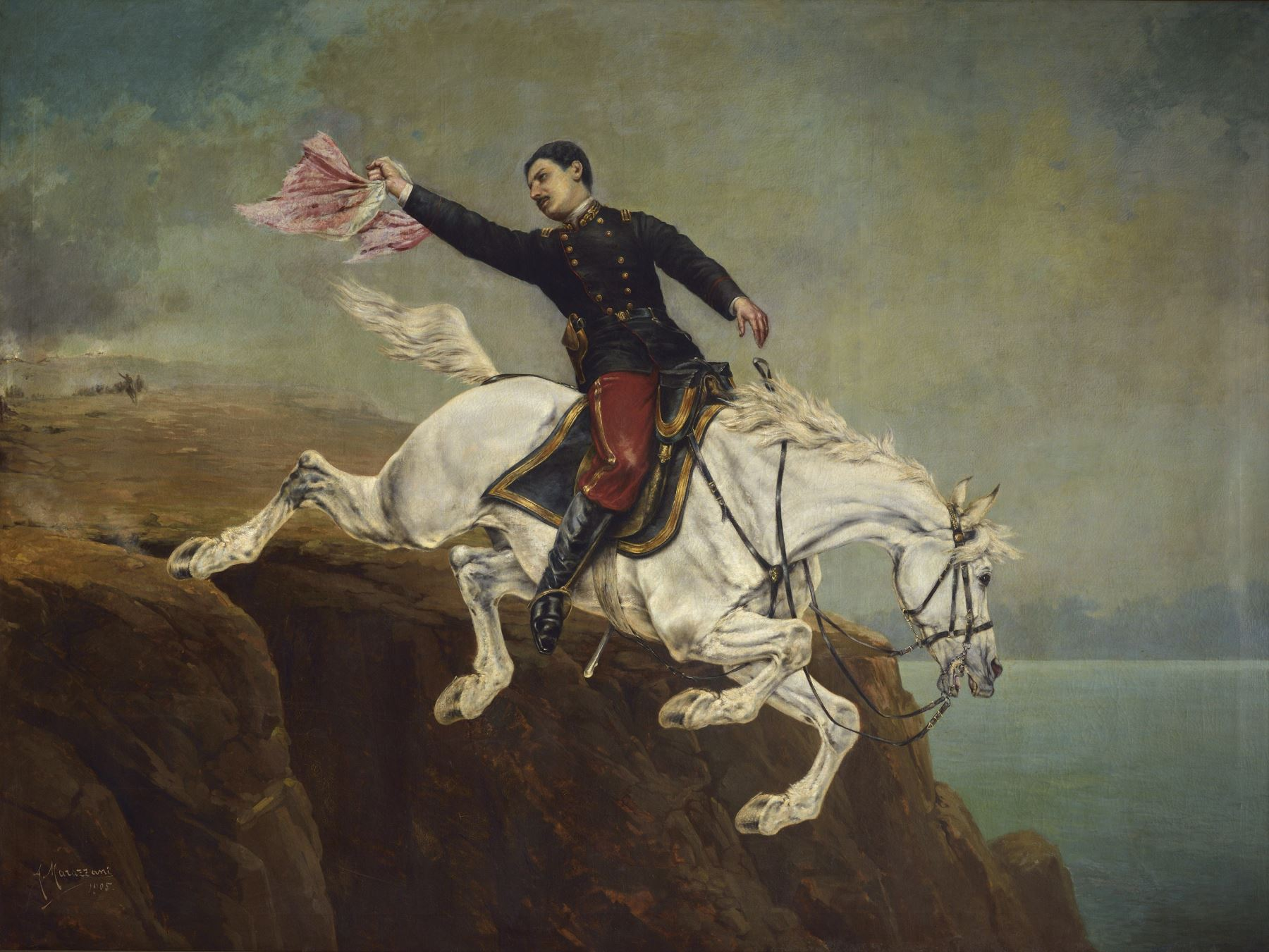
Pintura del héroe Alfonso Ugarte al momento de lanzarse a caballo desde el Morro de Arica.

Posteriormente durante los gobiernos de Piérola y luego de Leguía, Marazzani recibiría numerosos encargos para trabajos de ornato público de la ciudad de Lima, entre las que destacan los bronces que adornan el Palacio del Correo de Lima, el busto del sabio y naturalista italiano Antonio Raimondi en Barranco, el busto hecho al presidente Pierola y el famoso lienzo pintado en 1905 para conmemorar la "Inmolación" de Alfonso Ugarte, una tela que se conserva en el Museo Nacional de Antropología, Arqueología e Historia del Perú. El héroe a caballo, es representado en el momento de saltar al océano, desde las alturas del Morro de Arica, prefiriendo así la muerte gloriosa a la captura y ser preso del enemigo. En su mano derecha sostiene la bandera nacional, volteada hacia atrás la cabeza, como tratando de ver a sus compañeros caídos, en el momento en que se apresta a saltar a la inmortalidad.
De la realización de las obras públicas antes descritas, el conde Marazzani debió haber obtenido una cierta fortuna en Lima, por lo menos, durante el transcurrir de los primeros años del 900. Seguidamente, es probable que su suerte comienza a abandonarle nuevamente, no se sabe bien si por causas políticas o de otra índole, cae en desgracia y pierde los favores de aquellos que le ayudaron en los primeros tiempos. Es bueno recordar que uno de sus mecenas fue precisamente el presidente Augusto B. Leguia, que coincidentemente será destituido de su cargo en su primer mandato para el año 1912, fecha en que podrían haberse iniciado los problemas del conde Marazzani en Lima y que tendrían dramático desenlace dos años más tarde.
Marazzani nunca regresaría a su patria. Muere en Lima la madrugada del 17 de noviembre de 1914.